# Castelnau-Rivière-Basse
Castelnau-Rivière-Basse település Franciaországban, Hautes-Pyrénées megyében. Lakosainak száma 648 fő (2022. január 1.). Castelnau-Rivière-Basse Goux, Jû-Belloc, Préchac-sur-Adour, Hères, Madiran és Saint-Lanne községekkel határos.

## Népesség
A település népességének változása:
| Lakosok száma | 662  | 643  | 644  | 627  | 623  | 614  | 625  | 637  | 648  |
|               | 2012 | 2015 | 2016 | 2017 | 2018 | 2019 | 2020 | 2021 | 2022 |